# Las Higueras del Conchi
Las Higueras del Conchi är en ort i Mexiko.   Den ligger i kommunen Mazatlán och delstaten Sinaloa, i den centrala delen av landet, 900 km nordväst om huvudstaden Mexico City. Las Higueras del Conchi ligger 33 meter över havet och antalet invånare är 264.
Terrängen runt Las Higueras del Conchi är platt. Runt Las Higueras del Conchi är det ganska tätbefolkat, med 139 invånare per kvadratkilometer. Närmaste större samhälle är Mazatlán, 6,1 km sydväst om Las Higueras del Conchi. Omgivningarna runt Las Higueras del Conchi är en mosaik av jordbruksmark och naturlig växtlighet.